# Malovedmeje, Dovjansk
Malovedmeje (în ucraineană Маловедмеже) este un sat în așezarea urbană Valiianivske din orașul regional Dovjansk, regiunea Luhansk, Ucraina.

## Demografie
Componența lingvistică a localității Malovedmeje
     Rusă (81,02%)
     Ucraineană (18,25%)
     Alte limbi (0,73%)
Conform recensământului din 2001, majoritatea populației localității Malovedmeje era vorbitoare de rusă (81,02%), existând în minoritate și vorbitori de ucraineană (18,25%).